# His Sob Story
His Sob Story è un cortometraggio muto del 1914 diretto da George Lessey.

## Produzione
Il film fu prodotto dalla Edison Company.

## Distribuzione
Distribuito dalla General Film Company, il film - un cortometraggio in due bobine - uscì nelle sale cinematografiche degli Stati Uniti il 15 maggio 1914.